# Lycodes sagittarius
Lycodes sagittarius är en fiskart som beskrevs av Mcallister, 1976. Lycodes sagittarius ingår i släktet Lycodes och familjen tånglakefiskar. Inga underarter finns listade i Catalogue of Life.